# Sarrusophon

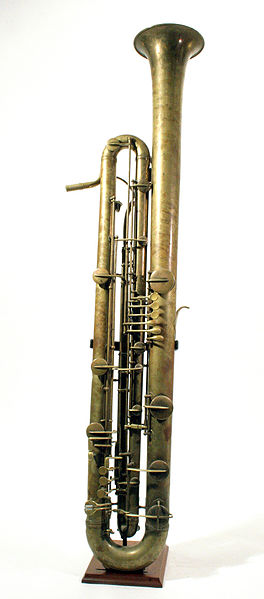
Kontrabass-Sarrusophon von C. G. Conn, ca. 1850

Das Sarrusophon ist ein in verschiedenen Größen gebautes Doppelrohrblattinstrument. Sein Korpus ist aus Metall gefertigt. Wegen seines Mundstücks wird es jedoch zu den Holzblasinstrumenten gerechnet.

## Geschichte
Pierre Louis Gautrot (1812–1882) entwickelte nach Ideen von Pierre-Auguste Sarrus (1813–1876) das Sarrusophon Mitte des 19. Jahrhunderts für die französische Militärmusik als akustisch kräftigere Alternativen zu Oboe und Fagott. 1856 wurde ihre Erfindung in Frankreich patentiert.
Die Klappenmechanik des Sarrusophons ist trotz einiger Unterschiede der eines Saxophons sehr ähnlich. Aufgrund der Ähnlichkeiten des Sarrusophons mit dem Saxophon verklagte Adolphe Sax die Erfinder des Instruments, Pierre Louis Gautrot und Pierre-Auguste Sarrus, wegen Patentverletzung, so dass sie drei Jahre lang kein Sarrusophon bauen konnten.
Einige Sarrusophone sind im Musée de la musique in Paris zu besichtigen, weitere im Münchner Stadtmuseum und im Musikinstrumenten-Museum Berlin.

## Instrumente
Das Sarrusophon wurde in den folgenden Tonlagen gebaut:
- Sopranino-Sarrusophon in Es
- Sopran-Sarrusophon in B
- Alt-Sarrusophon in Es
- Tenor-Sarrusophon in B
- Bariton-Sarrusophon in Es
- Bass-Sarrusophon in B
- Kontrabass-Sarrusophon in Es, C oder B

## Verwendung
Instrumente aus der Familie der Sarrusuphone werden in einigen Partituren vorgeschrieben, allerdings oft durch vergleichbare Instrumente ersetzt. 
- Paul Dukas: Der Zauberlehrling (1897; Kontrabass-Sarrusophon)
- Ethel Smyth: The Wreckers (1905)
- Maurice Ravel: Rapsodie Espagnole (1907), L’heure espagnole (1911)
- Gabriel Dupont: La chant de la destinèe (1908)
- Ignacy Jan Paderewski: Sinfonie h-Moll (Polonia) (UA 1909; Kontrabass-Sarrusophone)
- Florent Schmitt: la tragedie de Salomé (1913)
- Lili Boulanger: Psaume CXXIX und Psaume CXXX (1916 und 1917; Kontrabass-Sarrusophon)
- Charles Tournemire: La légende de Tristan (1926; Kontrabass-Sarrusophon)
- Jean Françaix: Die Apokalypse des Johannes (1939)
- Igor Strawinsky: Threni (1957/58; Kontrabass-Sarrusophon)
- Hans-Joachim Hespos: go (1978; Sopran-Sarrusophon), spink (1993; Kontrabass-Sarrusophon)